# Пакурарешти (Васлуј)
Пакурарешти (рум. Păcurărești) насеље је у Румунији у округу Васлуј у општини Коројешти. Oпштина се налази на надморској висини од 166 m.

## Становништво
Према подацима из 2002. године у насељу је живело 47 становника, од којих су сви румунске националности.